# Ali Rabo
Ali Rabo (né le 12 janvier 1986) est un footballeur burkinabé qui joue au poste de milieu de terrain.

## Biographie
Il commence sa carrière en 2005 avec l'équipe d'Asfa Yennega. En 2012, il est transféré au club égyptien d'Ittihad Al Shorta.
Il atteint la finale de la Coupe d'Afrique des nations en 2013 avec l'équipe du Burkina Faso.

## Clubs
- 2010-2012 :  ASFA Yennega
- 2012- :  Ittihad Al Shorta

## Palmarès
- Équipe du Burkina Faso
  - Finaliste de la Coupe d'Afrique des nations en 2013